# Ляндрес, Семён Александрович
Семён Алекса́ндрович Ля́ндрес (1907, Боровино, Игуменский уезд, Минская губерния, Российская империя — 1968, Москва, СССР) — советский государственный деятель, организатор издательского дела, редактор, литературовед.

## Биография
Родился 25 мая 1907 года в деревне Боровино (ныне в Березинском районе Минской области Белоруссии) в еврейской семье, где кроме него росли ещё два брата и две сестры. Отец, Александр Павлович (Овзер Файтелевич) Ляндрес (1876—1940), был сплавщиком леса; мать, Мария Даниловна Ляндрес (1877—1963), домохозяйкой. Осенью 1916 года, в связи с боевыми действиями, семья перебралась в Бобруйск, где С. А. Ляндрес учился в средней школе.

Окончил Промышленную академию. 

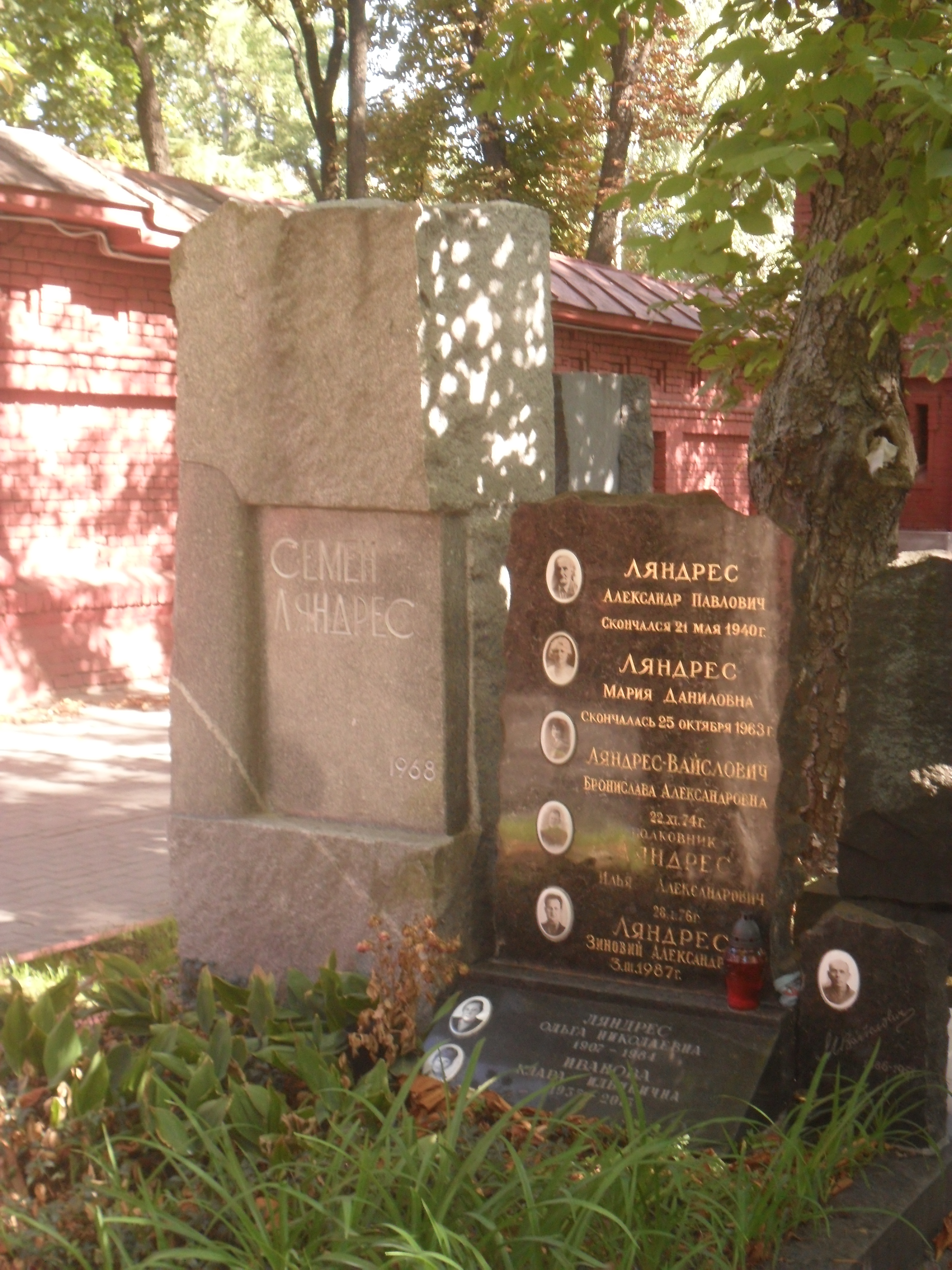
Могила Ляндреса на Новодевичьем кладбище Москвы

В 1930—1941 годах работал в Высшем совете народного хозяйства (ВСНХ) СССР и Наркомате тяжёлой промышленности — начальником сектора печати, организационно-планового и иностранно-импортного отделов, затем помощником наркома тяжёлой промышленности СССР Серго Орджоникидзе.
В 1934 году на лекциях в Институте красной профессуры познакомился с Н. И. Бухариным, в то время главным редактором газеты «Известия», и вскоре был назначен ответственным секретарём (заместителем главного редактора) «Известий». Один из организаторов выставки «Наши достижения», объединения научно-технических издательств, газет «За индустриализацию» и «За технику», журнала «Техническая пропаганда».
В 1941—1942 годах — вновь заместитель ответственного редактора «Известий». 30 апреля 1942 года кратковременно арестован (содержался во Владимирском централе), после освобождения — в 1942—1943 годах — заместитель председателя Объединения государственных книжно-журнальных издательств (ОГИЗа). Семья в это время находилась в эвакуации в Энгельсе.
В 1944—1945 годах — уполномоченный Государственного комитета обороны (ГКО) на 1-м Украинском и 1-м Белорусском фронтах, занимался укомплектованием партизанских отрядов портативными походными типографиями собственной конструкции. Организовал издательство Советской военной администрации в Германии (1946).
Ляндрес был одним из инициаторов создания Издательства иностранной литературы (Госиноиздата), заместитель директора издательства, в 1946—1949 годах исполнял обязанности его главного редактора.
29 апреля 1952 года был арестован по обвинению в «пособничестве троцкистскому диверсанту Бухарину». Возможно, началом процесса послужило «заявление о непартийном поведении Ляндреса С. А. и Керженцевой при издании книги американской шпионки Анны Стронг от 15 февраля 1949», написанное заведующим редакцией литературы по международным отношениям и дипломатии Госиноиздата С. К. Бушуевым. Осуждён на 8 лет исправительно-трудовых лагерей по 58 статье («контрреволюционные действия»). В заключении до апреля 1954 года, был освобождён с повреждённым позвоночником и частично парализованный («в 47 лет он превратился в старика, весил 50 кг», «до ареста у Семёна Александровича после старой контузии отнималась правая рука, в тюрьме деда во время допросов так избивали, что руку парализовало полностью и отнялись ноги»).
В 1955—1958 годах был заместителем директора Гослитиздата, содействовал публикации после многолетнего перерыва произведений А. С. Грина, Ю. К. Олеши, И. Э. Бабеля, как член комиссии по литературному наследию М. А. Булгакова способствовал посмертному изданию его произведений (в том числе романа «Мастер и Маргарита», эпистолярного наследия) и сборников материалов о нём, автор литературоведческих работ по творчеству Михаила Булгакова.
В октябре 1967 года Ляндрес обратился в ЦК КПСС с просьбой включить машинописные купюры из журнальной публикации романа «Мастер и Маргарита» в завизированный Главлитом текст, предоставленный издательством «Международная книга» для переводных публикаций за рубежом и ставший таким образом доступным для последующих переизданий.
С 1960 год по 1968 год — член редколлегии журнала «Вопросы литературы», с 1964 по 1968 год — заместитель главного редактора журнала. С 1967 года также председатель Клуба книголюбов при Центральном доме литераторов (ЦДЛ). В 1963—1968 годах работал консультантом секретариата Союза писателей СССР.
Составитель сборников «Воспоминания о Михаиле Булгакове» (1967, совместно с Е. С. Булгаковой, Москва: Советский писатель, 1988, тираж — 100 000 экземпляров, переиздание — М.: Астрель, 2006) и «Всегда по ту сторону: Воспоминания о Викторе Кине» (М.: Советский писатель, 1966, тираж — 30 000 экземпляров).

## Семья

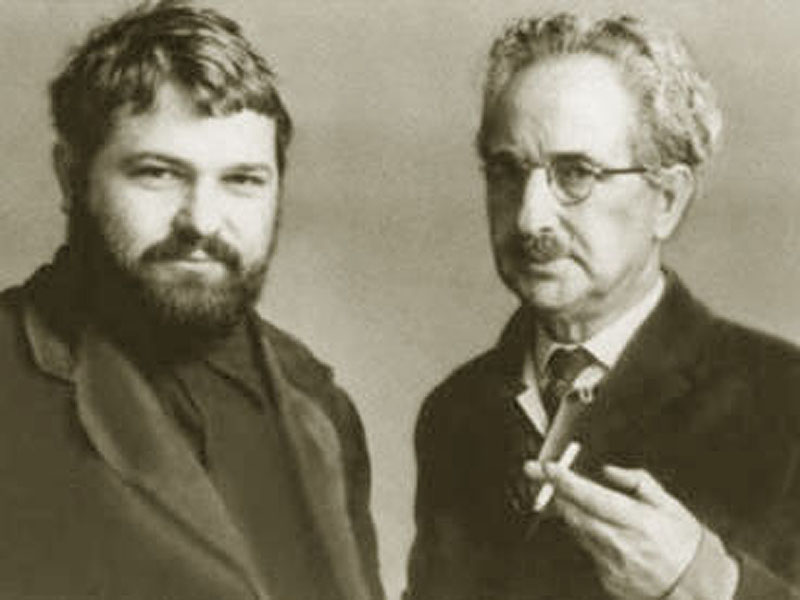
Семён Ляндрес с сыном

- Брат — Илья Александрович Ляндрес (1905—1976), полковник, начальник отдела МУРа[14], первый командир отдельного дивизиона по охране Московского метрополитена (1935—1936)[15][16][17].
- Брат — Залман Овзерович Ляндрес (в быту Зиновий Александрович, 1901—1987)[2], инженер, выпускник электро-промышленного факультета Плехановского института, изобретатель в области турбиностроения, затем нефтяник[18].
- Сестра — Бронислава Александровна Вайслович (1902—1974), экономист.
- Жена — Галина Николаевна Ляндрес (урождённая Ноздрина).
  - Сын — Юлиан Семёнов, писатель.

## Награды
- Орден «Знак Почёта» (06 июня 1967)[источник не указан 1296 дней].
- Медаль «За взятие Берлина»[4].
- Медаль «За победу над Германией в Великой Отечественной войне 1941–1945 гг.»[4].
- Медаль «За оборону Москвы»[4].